# Unidisc Music
Unidisc Music, es un sello discográfico independiente canadiense, con sede en Montreal, Quebec. Fue fundada en 1977 por el disc jockey local George Cucuzzella, y es conocida por lanzar álbumes raros y bastante difíciles de encontrar de rock, música electrónica, funk, soul, hip-hop, jazz, reggae, música latina y música a capela, en formatos de vinilo o CD.
El nombre de la empresa propietaria ha cambiado varias veces a lo largo de los años, Unidisc Records Ltd. hasta 1986, Unidisc Productions Ltd. de 1986 a 1988, Unidisc Productions (Int'l) Ltd. de 1989 a 1993 y Unidisc Music Inc. de 1994 en adelante.

## Historia
Su fundador, George Cucuzzella, comenzó su carrera como DJ en un club nocturno en Montreal en la década de 1970. Creó un grupo de registros canadiense, suministrando vinilos a otros DJ's en Quebec y pagando a otros para producir remixes en su nombre. A través de Downstairs Records, se convirtió en importador y exportador de música dance y proveedor de tiendas independientes. Fundó Unidisc Records en 1977 especializándose en la edición y distribución de música. Adquirió los derechos de grabación y publicación de Prelude Records en Nueva York, que incluía el éxito de 1978 de Musique "In the Bush".
En la década de 1980, Unidisc trabajó con Lime, Erotic Drum Band, Gino Soccio, Nightlife Unlimited, Trans X, Freddie James y Geraldine Hunt. En la década de 1990, el sello adquirió los derechos de publicación de April Wine, Patrick Norman, Robert Charlebois, Babyface, T.L.C., Boyz II Men, Toni Braxton, Usher y Corey Hart. En la decade de 2000 comenzó a colaborar con Kanye West, Missy Elliott, Snoop Dogg, Limp Bizkit, LL Cool J, The Notorious B.I.G., Coolio, Dr. Dre, Faith Evans, Lil' Jon y Chris Brown.
Unidisc compró los derechos de Ahed Music, De-Lite Records, Emergency Records, Megatone Records, Midland International Records, Network Records, Pickwick Records, Quality Records y SOLAR Records, así como los sellos canadienses Daffodil, MWC y Attic Records. En 2008, compró Aquarius y Tacca Musique. Es propietaria del catálogo de Sutra Records de 1982-1993, y de los catálogos de otros sellos independientes de Nueva York que este último distribuyó..
En septiembre de 2010, Unidisc Music y DEP Distribution Exclusive Ltd. (DEP) anunciaron conjuntamente la firma de un acuerdo de asociación estratégica totalmente integrado con Universal Music Canadá. En 2011 inició Kookoo Records, sello especializado en música house y electrónica, lanzando música de Boston Bun, Pat Lok y Martin Alix.

## Artistas notables
- April Wine
- A Foot in Coldwater
- Anvil
- D Train
- Dynasty
- Earth, Wind & Fire
- Edgar Winter
- Fat Larry's Band
- Frankie Avalon
- Gary Glitter
- Haywire
- Irene Cara
- Ike & Tina Turner
- Lee Aaron
- Lime
- Moxy
- Razor
- Ronnie Hawkins
- Salsoul Orchestra
- Shalamar
- Skydiggers
- The Guess Who
- The Hunt
- The Nylons
- The Stampeders
- The Whispers
- Xavion

## Sellos secundarios
- Black Sun Records
- Illusion Records
- Image Records
- Karisma Records
- Matra Records
- SOLAR Records
- De-Lite Records
- Emergency Records
- Sutra Records
- Becket Records
- Sound of New York Records
- Megatone Records
- Prism Records
- Butterfly Records
- Radar Records
- Les Disques Star Records
- Sugarscoop Records
- Aquarius Records
- Attic Records
- Beyond Music
- Prelude Records
- Mirage Records